# Berckheim (Adelsgeschlecht)

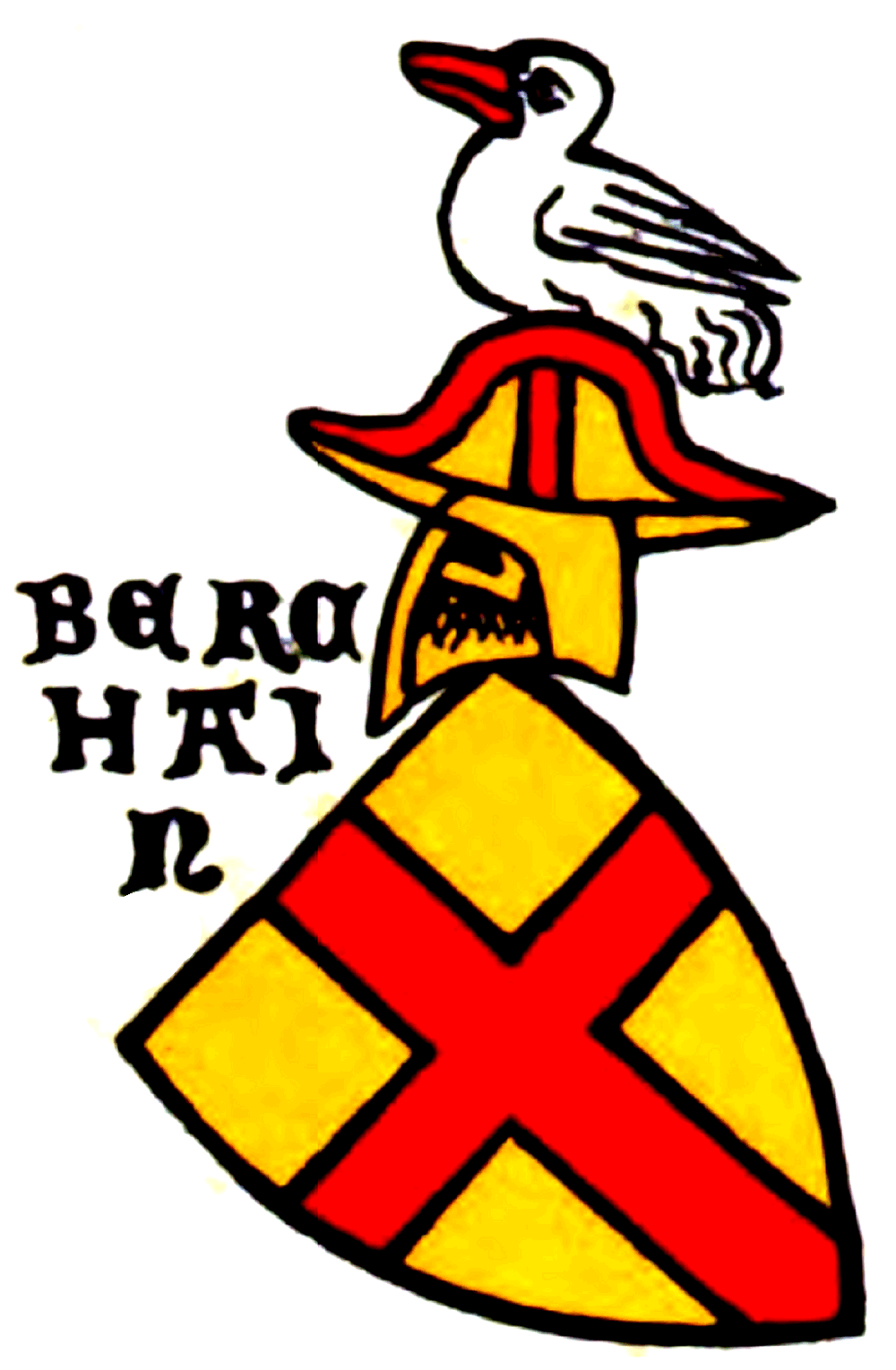
Wappen der Berckheim in der Zürcher Wappenrolle (ca. 1340)

Berckheim ist der Name eines alten, aus dem Elsass stammenden freiherrlichen Adelsgeschlechts, das zur schwäbischen Reichsritterschaft (Ritterkanton Neckar-Schwarzwald, seit 1751 auch Ritterkanton Ortenau) gehörte.
Die französische Bestätigung des Freiherrenstandes erfolgte durch König Ludwig XV. in Compiègne am 6. August 1773. Verschiedene Angehörige des Geschlechts stiegen in Frankreich bzw. in Baden (Deutschland) in hohe politische und militärische Ämter auf. Der französische General Sigismond-Frédéric de Berckeim (1775–1819) wurde am 9. März 1810 von Napoléon I. zum baron de l’Empire in der Noblesse impériale erhoben. Mit Siegmund Theodor von Berckheim (1851–1927), ab 1903 badischer Gesandter in Berlin, wurde ein Zweig des Hauslinie Jebsheim im Jahre 1900 in den erblichen Grafenstand erhoben.

## Ursprung und Zweige
Die Familie ist benannt nach seinem ursprünglichen Stammsitz Mittel-Berckheim im Elsass. Es war wahrscheinlich ein Zweig der Herren von Andlau, hatte mit diesen eine Erbvereinbarung und führte auch deren Stammwappen weiter. Urkundlich erscheint es unter seinem Namen erstmals zwischen 1163 und 1179 mit Ludovicus de Berchheim, der wahrscheinlich die Trennung vom Hause Andlau begründete. Die ununterbrochene Stammreihe beginnt im Jahre 1223 mit Cunnemann. Dessen Sohn Cuno von Berckheim war unter König Rudolf von 1274 bis 1280 Landvogt im Unterelsass.
Die Familie teilte sich mit den drei Söhnen des Egenolf (Egenolph) III. von Berckheim (1552–1629) und dessen Frau Margaretha von Lichtenfels in drei Stämme. Wilhelm II. († 1665) begründete die ältere (evangelische) Linie zu Jebsheim, Hans Rudolph II. die mittlere Linie zu Krautergersheim, und Egenolf IV. († um 1639) die jüngere (katholische) Linie Rappoltsweiler. Die Linie zu Krautergersheim erlosch im Mannesstamm am 12. November 1787 mit dem Enkel ihres Begründers, Franz Samuel, französischer Oberst, Stettmeister zu Strassburg und Rektor der dortigen Universität.
Die ältere (evangelische) Linie zu Jebsheim brachte mit Sigismond Frédéric de Berckheim (1775–1819) einen napoleonischen General hervor, der vom Kaiser am 9. März 1810 zum französischen Reichsbaron erhoben wurde. Sein Neffe Sigismond Guillaume de Berckheim (1819–1884) wurde ebenfalls französischer General und geriet 1870 bei Metz in deutsche Gefangenschaft. Aus der jüngeren (katholischen) Linie zu Rappoltsweiler stammte u. a. der badische Staatsminister Karl Christian von Berckheim (1774–1849).

## Wappen
Das Wappen zeigt in Gold ein rotes Kreuz. Auf dem Helm mit rot-goldenen Decken auf viereckigem, golden verbrämtem roten Kissen eine goldene Ente.

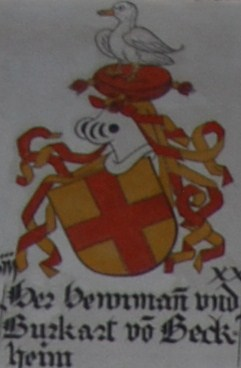
Wappen derer von Berckheim aus der Schlachtkapelle Sempach
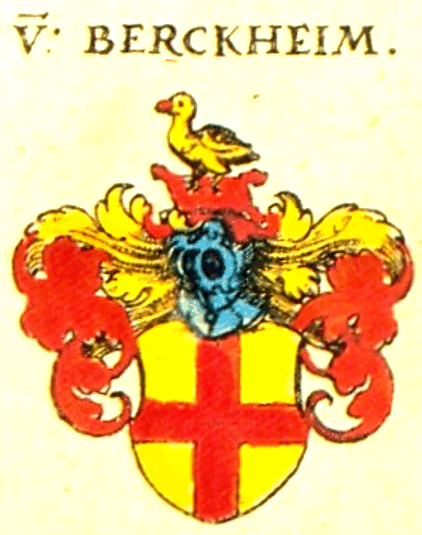
Wappen derer von Berckheim (mit goldener Ente)
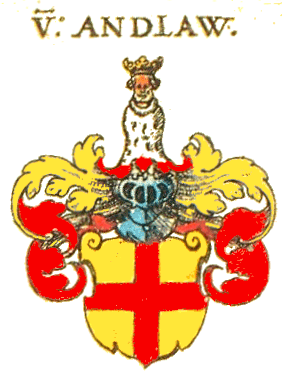
Wappen derer von Andlau. Auf dem bekrönten Helm ist ein rotbekleideter Königsrumpf mit Herme- linkragen bzw. ein arm- loser gold-gekrönter hermelin-gekleideter Mannesrumpf. (Hauptlinie).
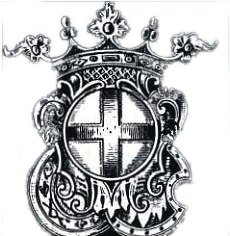
Firmenemblem der Dillinger Hütte, lange unter Leitung der Familie Stumm Erbe von Berckheim

## Bekannte Familienmitglieder
- Cuno von Berckheim, 1274–1280 Landvogt im unteren Elsass
- Hermann und Burckhard von Berckheim fielen auf Habsburger Seite in der Schlacht bei Sempach im Jahre 1386
- Ludwig Karl von Berckheim (1726–1797), baden-durlachischer Landvogt des Oberamts Rötteln; Vater des Franz Karl und des Karl Christian
- Franz Karl von Berckheim (1785–1836), Bruder von Karl Christian von Berckheim (1774–1849), ein Freimaurer, war während des Napoleonischen Kaiserreichs Sonderkommissar der Polizei in Mainz um 1810, Später russ. Staatsrat, Anhänger von Juliane von Krüdener
- Karl Christian von Berckheim (1774–1849), 1812 badischer Staatsrat, 1813 Minister des Inneren, 1817 badischer Gesandter am Bundestag, 1821–31 badischer Staatsminister des Inneren, 1831 Großhofmeister
- Amélie de Berckheim, später verheiratete Amélie de Dietrich (1776–1855) war die erste weibliche elsässische Industrielle und erfolgreiche Managerin des familieneigenen Eisenhütte im Jaegerthal, der Vorläuferin der Industriewerke de Dietrich.
- Sigismond Frédéric de Berckheim (1775–1819), napoleonischer General und französischer Baron

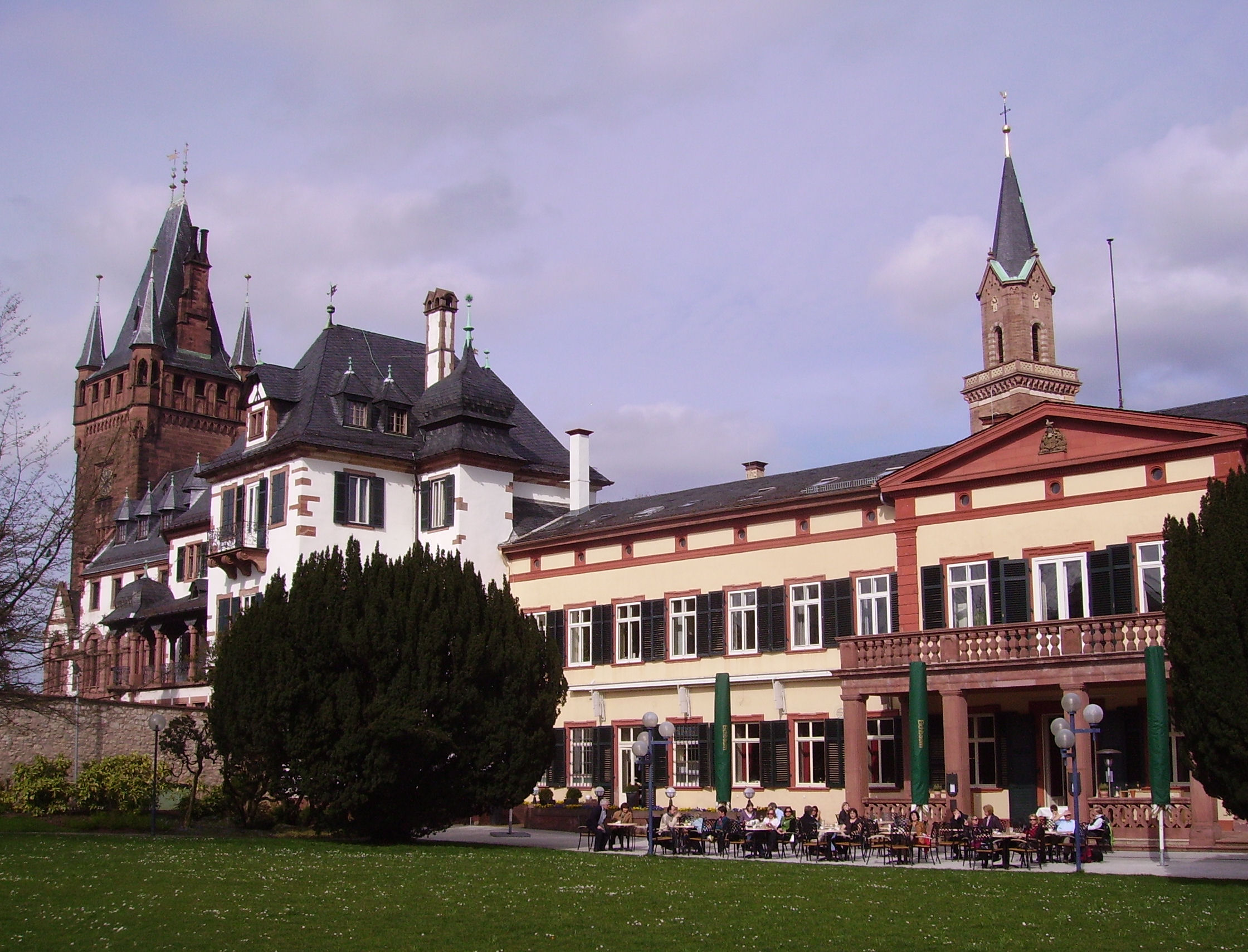
Weinheimer Schloss

- Weinheimer SchlossChristian Friedrich Gustav von Berckheim (1817–1889), badischer Staatsminister und Großhofmeister, Begründer des Exotenwalds in Weinheim, Erbauer des Nordflügels und des Schlossturms des Weinheimer Schlosses, 1. Sohn von Christian von Berckheim und seiner Ehefrau Auguste Elisabeth geb. von Stumm, Bankierstochter (Bankhaus Schmalz) aus Mannheim (1796–1876), Tochter von Christian Philipp von Stumm (1760–1826) und seiner Ehefrau Augusta, geb. von Schmalz, Montanindustriellen-Familie Stumm, Saarland, Begründerin des Berckheimschen Stammguts in Weinheim.[3]
- Sigismond Guillaume de Berckheim (1819–1884), französischer General, 2. Sohn von Christian von Berckheim und seiner Ehefrau Auguste Elisabeth
- Graf Siegmund Theodor von Berckheim (1851–1927), badischer Gesandter in Berlin, 1900 zum Grafen erhoben, kaufte 1900 die Burg Windeck bei Weinheim für 10.000 Mark. Verheiratet mit Adolfine von Berckheim, geb. Freifrau Wambolt von Umstadt (1859–1916); Sohn des Christian Friedrich Gustav von Berckheim (1817–1889)
- Graf Egenolf von Berckheim (1881–1915), deutscher U-Boot-Kommandant im Ersten Weltkrieg, Sohn des Siegmund Theodor von Berckheim (1851–1927),
- Graf Philipp Christian Paul von Berckheim (1883–1945), Sohn des Siegmund Theodor von Berckheim (1851–1927), Vater des Philipp Constantin von Berckheim (1924–1984)
- Graf Philipp Constantin von Berckheim (1924–1984), Enkel von Siegmund von Berckheim, Porsche-Rennfahrer in den 1950er Jahren, verheiratet mit Prinzessin Antoinette von Fürstenberg. Grablege Mausoleum, erbaut 1908–1913, im Schlosspark Weinheim[4]